# Roßbruck
Roßbruck ist eine Ortschaft in der Marktgemeinde St. Martin im Bezirk Gmünd in Niederösterreich mit 87 Einwohnern (Stand 1. Jänner 2024).

## Geografie
Das östlich des Nebelsteins (1017 m ü. A.) an der Lainsitz gelegene Dorf wird von der Gmünder Straße (B 41) erschlossen und im Osten führt die Waldviertler Schmalspurbahn am Ort vorüber. Beim Ort fließt der von links kommende Föhrenbach in die Lainsitz ein.
Der Ortsname leitet sich von einer massiv ausgeführten Brücke über die Lainsitz her, die auch mit Fuhrwerken benutzt werden konnte. Am 1. April 2020 umfasste die Ortschaft 40 Adressen.
An der Gmünder Straße stehen das Roßbrucker Kreuz () und ein Tabernakelpfeiler aus dem Jahre 1450 ().

## Geschichte
Vor 1848 war der Ort, in dem sich auch ein herrschaftlicher Meierhof befand, ein Teil des Amtes St. Martin und damit der Herrschaft Weitra unterstellt; auch die Landgerichtsbarkeit wurde von der Herrschaft Weitra ausgeübt. Im 19. Jahrhundert befand sich bei Roßbruck eine Röstanstalt für Flachs, die später um eine Trockenstube erweitert wurde.

## Persönlichkeiten
- Alois Schumacher (1838–1910), Stadtbaumeister